# Hermann Bieder
Hermann Bieder (* 21. Oktober 1941 in Markersdorf an der Pielach, Niederösterreich) ist ein österreichischer Slawist und Hochschullehrer.

## Leben
Hermann Bieder wuchs 1947–1956 in Brand-Laaben (Niederösterreich) auf und besuchte 1956–1962 verschiedene Mittelschulen in St. Pölten und Wien. Von 1962 bis 1965 widmete er sich dem Russisch-Übersetzerstudium und von 1963 bis 1969 überdies dem Studium der Slawistik (akademische Lehrer: Günther Wytrzens, Josef Hamm, Friedrich Repp) und Geschichte Osteuropas (Walter Leitsch) an der Universität Wien. Das Studienjahr 1966–1967 verbrachte er an der Universität Warschau. Im Jahr 1970 folgte seine Promotion zum Dr. phil. an der Universität Wien. Ab 1971 war Bieder wissenschaftlicher Mitarbeiter am Institut für Slawistik (Leiter: Ivan Gălăbov) der Universität Salzburg. In den 1970er Jahren hielt er sich zwecks Weiterbildung längere Zeit an sprachwissenschaftlichen Akademie-Instituten in Kraków, Minsk und Kiew auf. Im Jahr 1986 habilitierte er sich für Slawistische Sprachwissenschaft an der Universität Salzburg, in den Jahren 1999–2004 leitete er das Institut für Slawistik dieser Universität; seit 2007 ist er im Ruhestand.

## Expertise
Bieders Arbeitsbereiche umfassen sprachwissenschaftliche Belarussistik, Ukrainistik, Russistik, Polonistik und Bohemistik. Zu seinen fachlichen Schwerpunkten zählen die Kodifizierung und Normierung von Standardsprachen, Grammatikschreibung und Grammatikterminologie, Sprachsituation und Nationalitätenpolitik in Osteuropa, deutsch-slawische und innerslawische Sprachkontakte, kommentierte Edition früher tschechischer und polnischer Handschriften sowie Geschichte der Sprachwissenschaftlichen Slawistik. Bieder nahm an vielen slawistischen Konferenzen in Ost- und Mitteleuropa teil. Von 2005 bis 2010 war er stellvertretender Obmann des Internationalen Belarussistenverbandes (MAB) in Minsk. Er verfasste Fachpublikationen in deutscher, belarussischer, ukrainischer, polnischer und russischer Sprache, von denen manche übersetzt und nachgedruckt wurden.